# Pamphlebia rubrolimbaria
Pamphlebia rubrolimbaria är en fjärilsart som beskrevs av Edward Meyrick 1889. Pamphlebia rubrolimbaria ingår i släktet Pamphlebia och familjen mätare. Inga underarter finns listade i Catalogue of Life.